# Mocedades canta a Walt Disney
Mocedades canta a Walt Disney es el vigésimo primer álbum del grupo Mocedades, publicado en el año 1997. Los históricos Izaskun Uranga y Javier Garay vuelven a formar un sexteto al incorporar a Fernando González, José Antonio Las Heras, Idoia Arteaga y Arsenio Gutiérrez, siendo para estos tres últimos el único álbum que graban en el grupo (si bien José Antonio continuó muchos años más en la formación, su muerte le impidió volver a grabar con ellos). Vuelven a estar producidos por Juan Carlos Calderón por primera vez desde 1980.

## Canciones
1. "La estrella azul" (Pinocho) (3:36)
2. "Busca lo más vital" (El libro de la selva) (3:27)
3. "Soñar es desear" (La Cenicienta) (3:32)
4. "Esto es amor" (La Cenicienta) (4:32)
5. "Mi príncipe vendrá" (Blancanieves y los 7 enanitos) (3:32)
6. "Si no te conociera" (Pocahontas) (4:33)
7. "Eres tú el príncipe azul" (La bella durmiente) (3:51)
8. "Hijo del corazón" (Dumbo) (2:59)
9. "Chim chim chery" (Mary Poppins) (2:45)
10. "La bella y la bestia" (La bella y la bestia) (4:05)

- Datos: Q6019927